# Hinchada del Club Atlético Nueva Chicago
La hinchada de Club Atlético Nueva Chicago está conformada por personas pertenecientes, mayoritariamente, a las clases económicas baja y media baja del barrio de Mataderos, barrios limítrofes de la Capital Federal y algunos sectores del Partido de La Matanza.
Se ha distinguido históricamente por su carácter fuertemente pasional y combativo, dada la estrecha interrelación con el barrio al cual pertenece, siendo considerado reiteradamente como uno de los más luchadores y politizados de la Capital Federal, debido a las constantes disputas gremiales acontecidas desde su creación.

## Ideología
Es frecuente la identificación de gran parte de la hinchada con el peronismo, ya sea con frases o canciones partidarias cuya letra es adaptada al ámbito futbolístico, pero tres hitos históricos marcan la profunda conexión tanto barrial como de la afición verdinegra con aquel movimiento político argentino. Por un lado, desde el año 1947 y bajo la presidencia de Juan Domingo Perón, se llevó a cabo la construcción del Barrio Manuel Dorrego (también llamado «Los Perales») que se encuentra inmediatamente lindante con el estadio, la cual fue una de las obras de viviendas sociales más importantes de esa administración nacional en la Ciudad de Buenos Aires.
Por otro lado, uno de los hechos más recordados por gran parte de la sociedad argentina es el estallido insurreccional producido, en el año 1959, por miles de vecinos y trabajadores del barrio de Mataderos que se oponían a la privatización del Frigorífico Lisandro de la Torre (ubicado a sólo cinco cuadras del estadio y, por entonces, el más grande de América Latina) a manos de la Corporación Argentina de Productores de Carne y a la aplicación del primer plan económico recomendado por el Fondo Monetario Internacional (FMI), siendo reprimidos duramente por el gobierno del presidente Arturo Frondizi. El hecho es considerado, por diversos autores, como hito de la resistencia peronista.

## Reconocimiento
La hinchada es reconocida por su gran aporte al folclore del fútbol argentino, por su convocatoria masiva de local o visitante y por su apoyo incondicional al equipo en momentos difíciles. Tal es el caso del descenso de Primera División a la Primera B Nacional en el año 2004, en el cual unas ocho mil personas despidieron en el estadio de Independiente con cánticos y fuegos artificiales a un equipo que ya se encontraba descendido, ante la impresión de los periodistas allí presentes. Alejandro Fabbri, periodista deportivo especializado en fútbol, reflejaba la situación de la siguiente manera:

«Es conmovedor, es llamativo y es altamente elogiable lo que ha producido la gente que acompaña a Nueva Chicago. Es una hinchada multitudinaria que suele concurrir en gran número a acompañar al equipo, pero esta situación de Chicago descendido con toda la multitud en la cancha emociona, créame que emociona».

Se convirtió, según informó el Diario Deportivo Olé, en la primera hinchada en llevar una bandera gigante (telón) al estadio de Boca Juniors así como también, en el marco del festejo de su centenario, al Obelisco de la Ciudad de Buenos Aires. Además, fue la primera del fútbol argentino en extender la pasión del fútbol al polo, presenciando un encuentro final del Campeonato Argentino Abierto (2003) que enfrentó a los conjuntos de La Aguada y La Dolfina, cuyo capitán (Adolfo Cambiaso) es hincha del verdinegro. El hecho fue reflejado por medios nacionales e internacionales, tal es el caso de ESPN y la cadena británica de noticias BBC, quien lo retrató de la siguiente manera:

«Los 'muchachos' llegaron con sus banderas, bombos y cohetes, como acostumbran en las canchas de fútbol, pero se resignaron a dejar el arsenal fuera del estadio, cuando les dijeron que el estruendo podía espantar a la caballada. No hubo graves actos de violencia. Es evidente que los chicos querían portarse bien. Su único desborde consistió en abrirse paso a empujones en una tribuna colmada. En el fútbol esto es algo de todos los días, pero en el polo la 'prepotencia' de los 'intrusos' provocó una interrupción del partido de veinte minutos, porque los desplazados se sentaron en el campo de juego, en señal de protesta».

Por otro lado, y al igual que en la totalidad de los clubes del fútbol argentino, dentro de la hinchada se encuentra el sector más duro, es decir, la barrabrava. La misma estuvo comandada durante décadas por el grupo cuyo nombre es idéntico al barrio que linda con el estadio (Los Perales). Sin embargo, luego de los incidentes producidos durante el descenso de 2007 frente a Tigre, este grupo fue perdiendo poder tanto económico como político dentro de la institución. Motivo por el cual, una incipiente fracción denominada Las Antenas (nombre de un sub-barrio del Partido de La Matanza) intentó quitarle el mando mediante reiterados hechos de violencia ocurridos dentro y fuera del estadio. Debido a estas luchas en el seno de la barrabrava el nuevo presidente, Gustavo Lacanna, decidió dividir a la tribuna popular en tres sectores: en la Tribuna del Barrio Los Perales, concurría la facción «Las Antenas»; en la Tribuna República de Mataderos, el grupo «Los Perales»; mientras que en la Tribuna Mercado de Hacienda asistían los hinchas autodenominados «pacíficos», quienes preferían mantenerse alejados de esos conflictos.
 A pesar de la separación, la violencia nunca cesó. Por el contrario, se produjo una escalada de violencia que tuvo su punto máximo en enero de 2012 cuando, a los pocos días de asumir el nuevo presidente Antonio Fusca y luego de citarlos para intentar acercar posiciones, se enfrentaron dejando como saldo dos muertos, uno de cada bando. El del grupo de Los Perales fue asesinado en las inmediaciones del polideportivo, mientras que el líder de Las Antenas fue herido gravemente cuando integrantes del grupo antagónico ingresaron por la fuerza, armados, al Hospital Santojanni, lugar donde estaba internado. A los pocos días, murió. El hecho tuvo repercusión a nivel nacional y mundial, dejando como resultado una crisis política en la institución, provocando la renuncia del presidente y la aplicación del derecho de admisión para la totalidad de los integrantes de ambas facciones, pudiendo ingresar a presenciar los partidos únicamente los socios con cuota paga al día.

## Represión por manifestación ideológica
El 24 de octubre de 1981 Nueva Chicago venció a Defensores de Belgrano con un triplete de Mario Franceschini y se encaminaba hacia un nuevo ascenso a Primera División. Pero esa jornada será recordada por siempre por los hechos ocurridos en la tribuna, la hinchada de Chicago comenzó a entonar las estrofas de la marcha peronista desafiando a la dictadura militar que gobernaba el país, lo cual generó por parte de la policía una violenta represión comandada por el subcomisario Quintana a cargo de la seccional 42 y el sargento represor, Juan de Dios Velaztiqui, que terminó con unos 50 detenidos que fueron trasladados al trote entre empujones y golpizas desde el estadio hasta la comisaría 42. Algunos de los detenidos estuvieron en prisión por un lapso de hasta 30 días en Devoto. Con el retorno de la democracia se le inició una causa penal a este represor pero fue absuelto en 1985. Durante diciembre de 2001 en plena caída del gobierno de Fernando de la Rúa, Juan de Dios Velaztiqui protagonizó la conocida «masacre de Floresta» donde le dio muerte a tres jóvenes en una estación de servicio por realizar comentarios en contra de la policía federal, situación por la cual tuvo una sentencia a cadena perpetua.

## Rivalidades
El club posee numerosas rivalidades con las barras bravas de All Boys (Peste Blanca), Almirante Brown (La Banda del Almirante o Barra Monstruo), Vélez Sarsfield (La Pandilla de Liniers), Deportivo Morón (La Banda de Morón), Tigre (La Barra del Matador) y Chacarita Juniors (Famosa Banda de San Martín).
Uno de los cánticos frecuentes en las tribunas del club verdinegro es «Escuchen, corran la bola..»  (inspirada en Boby, mi buen amigo) dedicada a sus rivales de Almirante Brown. Dicha canción recibió críticas de medios nacionales y organismos deportivos por ser de índole xenófoba, machista, racista, clasista y por incitar a la violencia exacerbada. Dicho hit de la hinchada de Chicago sirvió para que un grupo de jóvenes argentinos hicieran una versión para el Mundial de Fútbol de 2022, causando así un revuelo internacional al burlarse del origen étnico de los jugadores de la selección francesa.

## Enlaces relacionados
- Club Atlético Nueva Chicago
- Barras bravas en Argentina